# Bertil von Wachenfeldt
Johan Bertil Karl von Wachenfeldt (ur. 4 marca 1909 w Storvik, zm. 30 września 1995 w Göteborgu) – szwedzki lekkoatleta, sprinter, medalista mistrzostw Europy.
Specjalizował się w biegu na 400 metrów. W wieku 19 lat wystąpił na igrzyskach olimpijskich w 1928 w Amsterdamie w sztafecie 4 × 400 metrów, która w składzie: Björn Kugelberg, von Wachenfeldt, Erik Byléhn i Sten Pettersson zajęła w finale 4. miejsce.
Na pierwszych mistrzostwach Europy w 1934 w Turynie von Wachenfeldt wywalczył dwa brązowe medale: w biegu na 400 metrów (ustanowił wówczas rekord Szwecji czasem 48,0) i w sztafecie 4 × 400 metrów (w składzie: Sven Strömberg, Pelle Pihl, Gustaf Ericson i von Wachenfeldt na ostatniej zmianie).
Odpadł w ćwierćfinale biegu na 400 metrów na igrzyskach olimpijskich w 1936 w Berlinie, a szwedzka sztafeta 4 × 400 metrów w składzie: Strömberg, Per-Olof Edfeldt, Olle Danielsson i von Wachenfeldt zajęła w finale 5. miejsce.
Zdobył brązowy medal w sztafecie 4 × 400 metrów na mistrzostwach Europy w 1938 w Paryżu (sztafeta biegła w składzie: Lars Nilsson, Carl-Henrik Gustafsson, Börje Thomasson i von Wachenfeldt), a w finale biegu na 400 metrów zajął 6. miejsce.
Był mistrzem Szwecji w biegu na 400 metrów w 1935 i 1938. Trzykrotnie ustanawiał rekord Szwecji na tym dystansie do wyniku 47,8 (7 września 1937 w Sztokholmie) i również trzykrotnie w sztafecie 4 × 400 metrów (do czasu 3:13,0 9 sierpnia 1936 w Berlinie). Był także rekordzistą Szwecji w biegu na 300 metrów i w biegu na 500 metrów.